# Tapinopa longidens
Tapinopa longidens Wider, 1834 è un ragno appartenente alla famiglia Linyphiidae.

## Distribuzione
La specie è stata rinvenuta in diverse località della regione paleartica

## Tassonomia
È la specie tipo del genere Tapinopa Westring, 1851.
Non sono stati esaminati esemplari di questa specie dal 2006
Attualmente, a dicembre 2013, non sono note sottospecie